# جيم هيلر
جيم هيلر هو لاعب هوكي الجليد كندي، ولد في 15 مايو 1969 في بورت ألبيرني في كندا.

## وصلات خارجية
- جيم هيلر على موقع دوري الهوكي الوطني (الإنجليزية)
- جيم هيلر على موقع EliteProspects.com (الإنجليزية)
- جيم هيلر على موقع HockeyDB.com (الإنجليزية)
- جيم هيلر على موقع Hockey-Reference.com (الإنجليزية)